# 瓦钵梁子乡
瓦钵梁子乡，是中华人民共和国四川省阿坝藏族羌族自治州黑水县下辖的一个乡镇级行政单位。

## 行政区划
瓦钵梁子乡下辖以下地区：
约窝村、曲瓦村、渔沙沟村、桃支村、瓦钵村和子母河村。